# وحيد سليموفيتش
وحيد سليموفيتش (بالفرنسية: Vahid Selimovic)‏ (بالصربية: Вахид Селимовић)‏ هو لاعب كرة قدم صربي ولوكسمبورغي في مركز قلب الدفاع، ولد في 3 أبريل 1997 في مدينة لوكسمبورغ في لوكسمبورغ. لعب مع نادي ميتز.

## وصلات خارجية
- وحيد سليموفيتش على موقع الاتحاد الأوربي (الإنجليزية)
- وحيد سليموفيتش على موقع قاعدة بيانات كرة القدم.إي يو (الإنجليزية)
- وحيد سليموفيتش على موقع ناشيونال فوتبول تيمز (الإنجليزية)
- وحيد سليموفيتش على موقع Soccerbase.com (لاعب) (الإنجليزية)
- وحيد سليموفيتش على موقع Soccerway.com (الإنجليزية)
- وحيد سليموفيتش على موقع عالم كرة القدم.نت (الإنجليزية)
- وحيد سليموفيتش على موقع AS.com (الإسبانية)